# Jean Chacornac
| (25) Phocaea    | 6 april, 1853      |
| (33) Polyhymnia | 28 oktober, 1854   |
| (34) Circe      | 6 april, 1855      |
| (38) Leda       | 12 januari, 1856   |
| (39) Laetitia   | 8 februari, 1856   |
| (59) Elpis      | 12 september, 1860 |

Jean Chacornac (Lyon, 21 juni 1823  - Villeurbanne, 23 september 1873) was een Frans astronoom.
Chacornac werkte aan het observatorium te Marseille en vanaf 1854 te Parijs. Hij ontdekte zes planetoïden (zie tabel) en de ster NGC 1988. 
De planetoïde (1622) Chacornac en de krater Chacornac op de Maan zijn naar hem vernoemd. 